# Удоканское медное месторождение
Удоканское медное месторождение — медное месторождение, расположенное в 30 километрах южнее железнодорожной станции Новая Чара Забайкальского края России на хребте Удокан. Крупнейшее в стране и третье в мире по запасам меди (около 24,6 млн т). Месторождение находится в зоне распространения вечной мерзлоты в сейсмоопасном районе.

## Геология Удоканского месторождения
Рудовмещающими породами на Удоканском медном месторождении являются медистые песчаники. В тектоническом отношении месторождение приурочено к Намингинской брахисинклинали, расположенной в осевой части Кодаро-Удоканской зоны. Руды Удоканского месторождения практически монометальные медные и содержат лишь небольшую примесь серебра. Минеральный состав их характеризуется исключительным постоянством. Основными первичными минералами меди являются халькозин, борнит и халькопирит. Из вторичных минералов меди распространены малахит, азурит, ковеллин. Из других основных минералов в рудах широко распространены: пирит, магнетит и гематит. В виде минералов-примесей отмечены: валлериит, молибденит, виттихенит, пирротин, сфалерит, марказит, теннантит, полидимит, кобальтин, штромейерит, самородное серебро. В первичных рудах 65 % меди приходится на долю халькозина, 20—25 % — на борнит и 10—15 % — на халькопирит.
Балансовые запасы руды составляют 1,375 млрд тонн, меди — 19,95 млн тонн (среднее содержание 1,45 %), серебра — 11,9 тысяч тонн (среднее содержание — 9,6 грамма на тонну).

## Разведка и освоение Удоканского месторождения
Удоканское медное месторождение было открыто в 1949 году лесной экспедицией первого главного управления министерства геологии СССР. Первооткрывателем месторождения является Елизавета Ивановна Бурова — лауреат Ленинской премии. В 1952 году была образована Удоканская геологоразведочная партия. В 1953—1958 годах осуществлена программа предварительной разведки Удоканского медного месторождения. В 1959 году были сделаны неверные выводы об ограниченности по глубине распространения богатых окисленных руд и нерентабельности их разработки. Но позднее бурение скважины «А» из штольни № 2 доказало распространение богатых руд до 2 км по падению рудного тела. Благодаря этим данным в 1960 году вышло Постановление Правительства об ускоренной разведке Удоканского месторождения с заданием завершить первую очередь детальной разведки в 1964 году. В 1960-х годах планировалась вскрытие месторождения при помощи ядерного взрыва, проектировавшегося в Снежинске:

Мы приступили к осуществлению уникального проекта — вскрытию Удоканского медного месторождения, самого крупного в стране, — вспоминает Евгений Николаевич Аврорин. — Если бы нам удалось его осуществить, то проведение БАМа было бы оправдано. Это одна из упущенных возможностей, которая позволила бы освоить эти районы Сибири на много десятилетий раньше…— Снежинск — несекретная история. forum.polismi.ru. Дата обращения: 15 декабря 2022.
С окончанием детальной разведки в 1965 году геологоразведочные работы на Удоканском месторождении были свернуты, а в 1966 году полностью прекращены. Новый этап изучения Удоканского месторождения был связан с началом строительства в 1975 году Байкало-Амурской магистрали. В течение пяти лет была проведена детальная разведка месторождения в контуре карьера (70 % от общих запасов медных руд), были проведены полупромышленные испытания валовых проб, а также был реализован комплекс других сопутствующих работ, итогом которых стал пересчет запасов. Среднее содержание меди в балансовых запасах Удокана, учтённых ГКЗ в 1981 году в объёме 20 млн тонн, составляло 1,45 %.
Строительство крупнейшего в отрасли горно-обогатительного комбината с медно-химическим заводом на базе Удоканского месторождения меди планировалось с 1970-х годов. Проектные материалы строительства Удоканского ГОКа подготавливались в 1969, 1972, 1980, 1995 и 2000 годах. Всё проекты Мосгосэкспертизой были оценены как нерентабельные.
В 1992 году лицензию на освоение Удокана получило никому не известное российско-американское СП «Удоканская горная компания». Но работа так и не началась, спустя 6 лет государство отозвало лицензию.

### Опытно-промышленная установка
Научные и технологические исследования по переработке Удоканских медных руд начаты на кафедре обогащения НИТУ «МИСиС» в 2000 году. В 2003 году для проектирования разработки Удоканского месторождения в институте создан научно-производственный и учебный центр «МИСиС-Удокан-Инжиниринг». Руководитель доцент Виктор Васильевич Панин.
По результатам исследований предложена технология переработки, максимально учитывающая особенности руды и повышающая извлечение меди почти на 10 %. Технология отличается от применяемых на практике параметрами и последовательностью выполнения операций переработки руды. Технологическая схема включает сухую рудоподготовку до крупности −3 мм с последующим сернокислотным агитационным выщелачиванием окисленных минералов меди из руды, извлечение меди из растворов выщелачивания методом жидкостная экстракция — электроэкстракция с получением катодной меди, сульфидную флотацию измельченного кека выщелачивания с получением товарного медного концентрата.
Опытно-промышленная установка находится в непосредственной близости от Удоканского месторождения, в 7 км от посёлка и станции Новая Чара Байкало-Амурской магистрали в Каларском районе Забайкальского края. Опытно-промышленная установка также может служить экспериментальной базой для испытаний и отработки технологий переработки месторождений Сибирского и Дальневосточного регионов.
Удоканская опытно-промышленная установка (ОПУ), созданная силами НИТУ «МИСиС», принята в эксплуатацию государственной комиссией 15 февраля 2006 г. и включает горно-обогатительное и гидрометаллургическое оборудование для переработки руд цветных, черных, редких, благородных металлов до получения товарных продуктов. Производительность установки по исходной руде составляет 2-4 т/ч в непрерывном режиме, максимальная крупность исходного питания — 350 мм. При создании Удоканской ОПУ НИТУ «МИСиС» выполнял функции городского заказчика строительства, осуществлял поставку технологического и лабораторного оборудования и обеспечил проведение пусконаладочных работ и приемку оборудования в эксплуатацию.
В составе ОПУ технологические участки дробления, измельчения, флотационного, гравитационного, магнитного и электрического обогащения, выщелачивания и фильтрования, жидкостной экстракции, электроэкстракции, обезвоживания, приготовления реагентов, кучного выщелачивания, хвостового хозяйства.
Разработан технологический регламент и технико-экономическое обоснование строительства УГМК (ТЭО-2001, совместно НИТУ «МИСиС» с ФГУП «Гипроцветмет» и ЗАО «Механобр инжиниринг»).

### Освоение месторождения
В 2008 году по результатам конкурса лицензию на право пользования недрами на Удоканском месторождении получило ОАО «Михайловский ГОК». Для эффективной реализации проекта освоения месторождения, было создано ООО «Байкальская горная компания» (БГК). С 2008 года «Байкальская горная компания» владеет правом пользования недрами с целью добычи меди и попутных компонентов на основании лицензии ЧИТ 14956 ТЭ, выданной Федеральным агентством по недропользованию. На сегодняшний день конечным бенефициаром компании является USM Holdings Limited.
В рамках геолого-разведочных работ в 2010 году было пробурено около 15 тысяч метров заверочных, геологических и геомеханических скважин, опробовано более 1,2 тысячи метров канав и более 2,5 тысячи метров подземных горных выработок, отобрано более пяти тысяч бороздовых и керновых проб для аналитических работ. Оценка минеральных ресурсов месторождения по JORC, подготовленная на основе данных разведки 2010 года — 25,7 млн тонн меди в 2,7 млрд тонн руды со средним содержанием металла 0,95 % при бортовом содержании для открытой добычи 0,35 %. Рудные запасы для карьерной отработки по данным ГРР 2010 года были оценены в 795 млн тонн руды с содержанием меди 1,24 %, то есть 9,9 млн тонн металла.
По итогам аукциона ГУП г. Москвы «Московское имущество» 26 декабря 2011 г. Байкальская горная компания приобрела Удоканскую опытно-промышленную установку.
На 2011—2012 годы было запланировано бурение более 45 тысяч метров разведочных, заверочных, гидрогеологических, геомеханических скважин, отбор около десяти тысяч керновых проб для аналитических работ. По состоянию на сентябрь 2012 года на месторождении велась разведка на безрудность для выбора места под отвалы пустой породы. Серия опытно-промышленных испытаний подтвердила сквозное извлечение меди на уровне около 89 %.
В 2013—2016 годах «Байкальская горная компания» утвердила технологический регламент переработки руды, подготовила отчет об оценке минеральных ресурсов и запасов в соответствии с международным кодексом JORC, утвердила в государственной комиссии по запасам полезных ископаемых технико-экономическое обоснование постоянных разведочных кондиций и подсчет запасов меди, попутных компонентов и полезных ископаемых, подготовила международное ТЭО проекта с учетом современных возможностей, технологий и требований экологической безопасности. В 2016 году компания получила патент на разработанную технологию переработки руд Удоканского месторождения, которая подразумевает флотационно-гидрометаллургическую схему переработки руды.
В соответствии с актуальными данными оценка ресурсов в соответствии с международным Кодексом JORC составляет 26,7 млн тонн меди. Запасы в соответствии с Кодексом JORC — 15,1 млн тонн меди. Оценка запасов по российской классификации ГКЗ — 20,1 млн тонн меди. Ресурсный потенциал месторождения — 27,3 млн тонн меди.
В 2017—2018 годах «Байкальская горная компания» обеспечила подготовку проектной документации всех основных комплексов комбината горно-металлургического комбината «Удокан»: горнодобывающего, технологического, инфраструктурного, энергетического, вахтового поселка, водозабора, автомобильной дороги. Все проектные решения были подтверждены программой инженерных изысканий: геологических, геодезических, гидрологических, экологических и сейсмологических. В настоящий момент проектная документация ГМК «Удокан» находится на Государственной экспертизе.
В 2018 году Центральной Комиссией по разработке месторождений твёрдых полезных ископаемых Федерального агентства по недропользованию (ЦКР-ТПИ Роснедр) согласован технический проект Разработки Удоканского месторождения меди.
В соответствии с подготовленной проектной документацией годовая производительность первой очереди ГМК «Удокан» составит 12 млн тонн руды с последующим развитием до 48 млн тонн руды. Для переработки руд Удоканского месторождения принята флотационно-гидрометаллургическая технологическая схема. Продукцией комбината будет катодная медь и сульфидный концентрат. Объем товарного производства первой очереди — 130 тыс. тонн в медном эквиваленте. Ввод в эксплуатацию первой очереди комбината намечен на 2022 год.
В марте 2019 года начата модернизация электроподстанции 220 кВ «Чара», от которой будет подаваться электричество на будущий горно-металлургический комбинат. Модернизация успешно завершена в феврале 2020 года. В августе 2020 года начались вскрышные работы.
30 декабря 2020 года «Байкальская горная компания» была переименована в честь Удоканского месторождения меди — «Удоканская медь».
Запуск первой очереди горно-металлургического комбината запланирован на 2023 год. Суммарная мощность первой и второй очередей составит около 40 миллионов тонн руды в год.